# 南山英雄
南山 英雄（みなみやま ひでお、1940年2月29日 - 2021年12月2日）は、日本の技術者、実業家。北海道電力代表取締役社長、北海道経済連合会会長などを務めた。

## 人物・経歴
北海道出身。1963年東京大学工学部電気工学科卒業、北海道電力入社。原子力設計課長、総合研究所長等を経て、1992年取締役企画部長に昇格。取締役旭川支店長等を経て、1995年常務取締役。1997年取締役副社長。1999年取締役社長。2004年取締役会長、北海道経済連合会会長。2007年から高橋はるみ北海道知事資金管理団体萌春会会長を務めたほか、高橋知事に毎年10万円の献金を行うなどした。2008年北海道電力相談役。
2021年12月2日、死去。81歳没。